# Пума
 Тази статия е за животното пума.  За немската компания за спортни стоки вижте Пума (компания).  За леките автомобили вижте Форд Пума.
Пумата (Puma concolor) е голяма котка, която се среща в Северна, Централна, Южна Америка.

## Име
Думата „пума“ идва от езика кечуа. Латинското наименование означава „едноцветна котка“. На различни места в Америка я наричат американски лъв, планински лъв, кугуар, червен тигър, еленова котка, планински дявол, кралска котка, мексикански лъв, пантера, планински кресливец, сребърен лъв, дебнеща котка, дива котка.

## Класификация
До края на 80-те години на XX век според класификациите са определяни 32 подвида. Други са признавали 24 до 30 вида, но всички от тях са се базирали на морфологичните особености на пумите. Според същите подвидовете са както следва:
- Puma concolor acrocodia – от югоизточен Мато Гросо до Боливия и северна Аржентина,
- Puma concolor anthonyi – южна Венецуела,
- Puma concolor araucanus – Чили и Аржентина,
- Puma concolor azteca – от Аризона и Ню Мексико до Мексико,
- Puma concolor bangsi, от северните части на Андите на западна Колумбия до Еквадор,
- Puma concolor browni – от Аризона до Долна Калифорния,
- Puma concolor californica, от Калифорния до северните части на Долна Калифорния,
- Puma concolor concolor – основно във Венецуела и Гаяана,
- Puma concolor coryi – обитавалае земите от Арканзас и Луизиана до Флорида,
- Puma concolor costaricensis – в Централна Америка от Никарагуа до Панама,
- Puma concolor couguar – североизточни САЩ и югоизточна Канада (измрял),
- Puma concolor discolor – Амазония,
- Puma concolor hippolestes – от Северна Дакота до Уайоминг и Колорадо,
- Puma concolor improcera – в южната част на Южна Долна Калифорния в Мексико,
- Puma concolor incarum – северно Перу и южен Еквадор,
- Puma concolor kaibabensis – Невада, Юта и северна Аризона,
- Puma concolor mayensis – от Гереро и Веракрус до Хондурас,
- Puma concolor missoulensis – от Британска Колумбия до Айдахо и Монтана,
- Puma concolor oregonensis – югоизточна Британска Колумбия, Вашингтон и Орегон,
- Puma concolor osgoodi, в Боливийската част на Андите,
- Puma concolor patagonica – Патагония,
- Puma concolor pearsoni – Патагония и южно Чили,
- Puma concolor puma – в централно Чили и западна Аржентина,
- Puma concolor soderstromi – Еквадор,
- Puma concolor shorgeri – от Минесота и Уисконсин до Канзас и Миссури (измрял),
- Puma concolor stanleyana – от Оклахома и Тексас до североизточната част на Мексико,
- Puma concolor vancouverensis – подвид от остров Ванкувър.

## Общи сведения
Пумата и лъвът са единствените големи котки с едноцветна козина. Козината е къса и мека като на самур, а нейният мирис е описван като чист и див, почти благоуханен. Обикновено по гърба тя е светлокафява, а по долната страна – сивобяла до бледожълта. Страните на лицето, задната част на ушите и краят на опашката са черни или тъмнокафяви. В зависимост от климатичния пояс козината по гърба може да бъде червеникаво-кафява или сребърно-сива жълтеникавочервена до светлобежова в зависимост от характера на местообитанието.
По размер може да се мери с леопарда и ягуара. Дължината на тялото варира от 150 до 270 cm, включително опашката. Самата опашка е с цилиндрична форма и е дълга 50 – 90 cm. Височината при холката е 60 – 70 cm. Тежи различно – от 35 до 115 kg. Пумата има дълго тяло, малка глава и късо лице. Вратът и опашката са дълги, а ушите са малки, къси и обли. Носът е розов. Има добре развити мустаци и големи очи. Има много добре развито телосложение, като задните крака са по-големи от предните. Джим Келгард пише за пумата следното: „светлокафяви кълба от дим, които могат да счупят врата на мъжки лос и въпреки това са толкова потайни.“ Може да скача на дължина до 550 cm.
Малките се раждат слепи, с козина и покрити с черни петна по козината и ивици по краката и опашката, които изчезват някъде около третия месец, но понякога могат да се забележат остатъци от тях дори при 12-месечните пуми. Тежат около 400 g и са с дължина 20 – 30 cm. Проглеждат на десетия до четиринадесетия ден. Очите им са сини, но след като станат на 16 месеца, те придобиват зеленикаво-жълт цвят. До навършването на шестседмична възраст малките вече могат да се хранят с прясно месо. Малките остават с майка си за неопределен период от време, понякога 18 – 24 месеца. След като напуснат майка си, малките от едно котило често ловуват и обикалят заедно още няколко месеца, а след това се разделят.
Има отлично зрение, слух и обоняние, като използва тези сетива, за да открие плячка и да се промъкне до нея. Дългите задни крака са съразмерни на предните крака и са приспособени за скокове. Освен това те улесняват движението по стръмните каньони и клисури. Лапите са големи и са снабдени с възглавнички. Те им помагат да се придвижват през разнообразни местности и да сграбчат жертвата си. Предните лапи имат по 5 пръста, а задните по 4, екипирани със скриващи се нокти. Кучешките зъби са дълги около 4 cm и заедно с ноктите са смъртоносно оръжие за много животни. По отпечатъците от лапите на пумата рядко може да се забележи следа от нокти. Предните лапи са по-големи от задните и разстоянието между пръстите се увеличава с нарастване на скоростта. Между отделните отпечатъци от лапи има разстояние от около 30 – 60 cm. Лапата е широка 7 – 10 cm.
Докато снове из територията си, пумата върти главата си и се опитва да засече с очите си всяко движение. Когато открие плячка, очите и ушите на пумата се заковават върху мястото, където е регистрирано движението, докато не уточни източника на движението. Със своята дълга балансираща опашка атлетичната пума може да направи невероятни скокове в преследване на плячката или да изчезне безшумно в храстите.
Пумата живее 8 – 12 години в диво състояние, а в плен достига до над 20-годишна възраст.
Най-едра сред малките. Най-дребната пума, или кугуар, която се среща в Централна Америка, тежи не повече от 35 kg, докато пумата в САЩ или Канада достига тегло 117 kg! Козината също е различна на цвят, според местностите, където пумата живее, въпреки че в повечето случаи тя е светлокафяво оцветена. Срещат се, разбира се, и бледоръждиви или дори почти черни пуми. Тези големи различия в окраската и ръста се обуславят от климата – по-едрите пуми населяват студените области, по-дребните – тропическите райони. От 35 диви котешки видове само няколко ръмжат – това са големите котки – лъв, тигър, леопард, ягуар и ирбис (снежен леопард). Останалите – например рисът, мъркат, а пумата е най-едра от тези „неголеми котки“.
Пумата се среща от единия до другия край на Америка и е представена в почти всички пейзажи. По-рядко се наблюдава в тропическите гори, но се среща от Канада до Патагония и особено в пустините на Аризона и съседните щати.
Планинският лъв. Козината на пумата е с много къс косъм, а по осанката прилича на лъвицата. Освен това пумата си е спечелила и славата на кръвожаден звяр, ето защо я наричат често и „планински лъв“. От XVII век ловците я изтребват непрестанно и ако преди се е срещала от Тихия до Атлантическия океан, днес тя е станала голяма рядкост. И все пак пумата, както и всички месоядни, играе незаменима роля в природата. Това, което се е случило в Йелоустоун в САЩ, ясно доказва нейното значение. В началото на ХХ век около 40 пуми обитавали този резерват, но за да се защитят лосовете, било разрешено да се изтребят дивите котки. Не минало много време и резултатът бил налице – лосовете ставали все по-многобройни и унищожавали твърде бързо растителността. Тогава се наложило да избият една част от тях, а друга да пренесат в нови райони, за да се възстанови равновесието.
В американската пустиня пумата се задоволява с дребни жертви. Гургулици от Каролина са кацнали на брега на едно езерце, за да утолят жаждата си. Унесени във водопоя си те не забелязват пумата, която приближава в гръб. Едрата котка скача, птиците отчаяно се опитват да ѝ избягат, но за една от тях вече е късно. Пумата открива жертвите си по миризмата или благодарение на силното си зрение, а след това изненадващо ги напада.
Подобно на всички от рода на коткиге, освен гепарда, пръстите на пумата имат нокти, които се прибират навътре. Резците ѝ са съвсем малки. Кучешките ѝ зъби обаче са внушителни шипове, с които пумата захапва жертвата си и я убива.
Женската постъпва като нашата домашна котка – тя ближе грижливо петнистата козина на двете си малки. На възраст два месеца и половина майка им ги отбива, но малките остават с нея поне една година. През това време те научават най-добрите начини за ловуване. На 2-годишна възраст те ще могат да се размножават.
Случва се пумата да нападне кон и да успее да го убие. Наблюдаван е случай, когато хищник от рода на котките с тегло към 70 kg успява да убие крава, тежка 270 kg, и да я влачи на известно разстояние. Когато се храни, пумата не държи храната с предните си лапи, както правят другите едри хищни котки.
Дължина на тялото 1,50 m (+ опашка 90 cm). Продължителност на живота около 15 години.

## Ареал и биотоп
Ареалът на пумата обхваща западната част на Северна Америка (от Юкон, Британска Колумбия и Южна Алберта в Канада на юг до Калифорния и Западен Тексас в САЩ; застъпена е, макар и в много по-малка степен, в северните и североизточните части на САЩ), както и в цяла Централна и Южна Америка до Южна Патагония. Пумата е бозайникът с най-голям ареал в Западното полукълбо, който обхваща над 110° от географските паралели. Ареалът на пумата съвпада отчасти с този на ягуара и понякога двата хищника водят битки помежду си.
Някога пумата е живяла по цялата територия на днешните Съединени щати. Преди 2000 години вероятно е живяла от Югоизточна Аляска на север до Огнена земя на юг. След 1900 г. популациите на пумата намаляват значително поради лова, унищожаване на естествената среда и кампаниите за контрол върху хищничеството. В САЩ пумата заема само половината от някогашните си територии. Около 16 – 20 000 индивида са оцелели в планинските и пустинни райони в западните части на САЩ и отчасти в Южен Тексас. Преди 150 години пумата е била по-разпространена източно от р. Мисисипи, където е ловувала белоопашати елени в широколистните гори. Днес в източните щати пумата е оцеляла единствено в южната част на Флорида като отделен подвид, но са записани случаи на пуми и в Нова Англия. Флоридският подвид е изключително рядък и е застрашен от изчезване.
Обитава планинските иглолистни и низинните тропически гори, прерии, пустини, тресавища, пасища и изсъхнали шубраци. За временно убежище може да използва скални цепнатини, пещери и райони с гъста растителност. Може да се срещне на надморска височина от 0 до над 4000 метра.
Учените са разграничили до 30 подвида, които се различават по цвят на козината и големина. В Южна Патагония дължината на тялото не надхвърля 1,22 метра, а теглото е не повече от 30 – 40 kg. В Северна Канада теглото може да превиши 100 kg, а дължината на тялото – 2 метра.

## История
Преди стотина години пумата, подобно на другите големи американски хищници, е била определена като вредител. Ранен доклад на Комисията по дивеча в Британска Колумбия много точно отразява как се е гледало на тях: „Когато броят на дивеча, който едно от тези животни [пумите] е убил за една година и стойността на щетите за селянина се претеглят, трябва да признаем, че дори да изразходваме няколко хиляди долара само за изтребването им, тези пари биха били много добра инвестиция.“
През 20 век администрацията на Британска Колумбия изплаща парични награди от $15-$40 за всяка мъртва пума. Тази практика е била част от програмата за унищожаване на хищниците, тъй като се е мислело, че пумата изтребва добитъка. Тези възнаграждения трябвало да привлекат обществото внимание към всеобщо преследване на пумите. За една година само на остров Ванкувър били убити 456 индивида. Този унищожителен процес бил ускорен от умишленото изсичане на горите с цел разрушаване на големи площи от естествената среда на хищника. През 1957 системата с възнагражденията била премахната и на нейно място се появили платените професионални ловци на хищници. В САЩ били подети такива преследвачески инициативи в почти всеки западен щат.
Едва през 1969 в печата се появява първата голяма публикация за екологията на пумите. Тя била плод на 10-годишните изследвания на Морис Хорнокер в Примитивна зона „Айдахо“. Заедно със своя приятел и колега Уилбър Уайлис, Хорнокер успява да улови 64 пуми на територия с площ 500 km2.
Днес тези парични награди са отменени и поради по-просветеното управление пумите заемат своите стари територии.

## Начин на живот и хранене
За разлика от лъвовете, пумата не ръмжи, а мърка, цвърчи и пищи. Малките издават къси високи писукания, когато са изплашени, а възрастните преди да започнат гонитбата с жертвата понякога издават ниски ловни писъци. По време на чифтосването разгонените женски пищят много високо.
Активна е през цялото денонощие и главно през нощта, през цялата година. С лекота се катери по дърветата и е добър спринтьор. Ловува самостоятелно на зазоряване, привечер и през нощта, като нейна любима плячка са дивите елени. Изследователят Джон Зайденщикер, който работил в един планински район в Айдахо, пише, че сама пумата (независимо от своя пол) може да убие възрастен мъжки лос. Това е забележително, имайки предвид, че лосът тежи 7 пъти повече от женската пума, и изтъква интелигентността и майсторството на хищническите умения, които тези златисти котки имат.
Ако се случи да има повече улов, отколкото може да изяде, тя скрива остатъка от койоти, орли и гарвани, като зарива трупа и го покрива с клонки и листа. Връща се по-късно, за да го довърши, и по този начин може да се храни с някоя едра плячка дни наред. Храни се също така с койоти, гризачи, бобри, зайцевидни, маймуни, птици, диви свине, еноти, мармоти, гущери, прилепи, катерици, риба и дори скакалци и мекотели. Промъква се на около 10 метра от жертвата и по този начин от засада се нахвърля върху гърба ѝ, като захапва врата на набелязаното животно с кучешките си зъби и се вкопчва с острите си нокти. Пумата чупи врата на елена като дърпа главата му назад с мощните си предни крака. Намерени са черноопашати елени, убити с едно прехапване в основата на черепа. Болните или малките пуми са убивани най-често от други пуми, от вълци или от мечки. Мъжките могат да преживеят годината с 14 – 20 убити елени.
По изпражненията на пумата може да се добие представа за хранителните навици на животното. Прясните изпражнения на месоядните животни са отначало черни, но с времето цветът побелява. По едно изпражнение лесно може да се определи неговата възраст, както и съдържанието му. Подробен преглед на частично смляната храна като косми или части от кости могат да покажат произхода на храната.
Пумата живее поединично и е много потаен хищник. Избягва себеподобните си освен по време на размножителния период. Отбягва контактите с човека. Общува с помощта на зрителни и обонятелни сигнали, като мъжките често стържат по почвата или снега.
Пумите, като териториални животни, маркират винаги много добре своите територии, и спазват чуждите граници. Територията на женските варира между 26 и 350 km2 (средно около 150 km2). Територията на отделните женски индивиди могат да се застъпват, но мъжките имат своя собствена територия, която обхваща териториите на две женски, и заема 140 – 760 km2 (средно около 280 km2). Младите и преминаващите пуми имат „разрешение“ от установилите се пуми да пътуват из земите им, но не могат да се бавят дълго.

## Размножаване
Женската ражда до шест малки годишно, като размножителният цикъл може да отнеме до 2 – 3 години. Бременността трае от 82 до 98 дни. Размножителният период е най-често през декември-март, но е възможно чифтосването да се осъществи по всяко време на годината. Малките се раждат обикновено в периода април-септември. Майката ражда в леговището, но не прави гнездо.
Започва да се размножава на 2-3-годишна възраст, като женските изживяват пубертета между 24-тия до 30-ия месец, а мъжките – между 30-ия до 36-ия месец. Женската отбива малките на 40-ия ден.

## Допълнителни сведения
Сходствата на пумата с домашната котка са по-големи в сравнение с тези с лъва. Според последните изследвания, пумата е много близка с ягуарундито (котка, която се среща в Централна и Южна Америка).
Пумата присъства в известна степен във фолклора на индианците. Племената, които живеели около Големите езера, вярвали, че опашките на пумите предизвикват вълните и бурите в езерата. Чероките ги наричат кландаги („господарят на гората“), а чикасавите – ко-икто („божия котка“). Кочитите в Ню Мексико създали каменни статуи на пумата в естествена големина и построили храмове в нейна чест. Пумата е била толкова почитана от индианците в Южна Калифорния, че за християнските мисионери тези вярвания представлявали пречка за осъществяването на нови мисии, тъй като местните хора отказвали да убият свещеното животно или да защитят своя добитък от нападенията на пумата.
При пристигането си в Америка, първите изследователи пишат за „лъвове“ в Централна и Южна Америка, както и в колониите. Въпреки че козината им има един и същ цвят и освен това и двата пола пуми приличат на африканската лъвица, те не се държат като същински лъвове. За разлика от тях, пумите нямат социалната организация на лъвовете (т.нар. прайд), не ловуват на групи и не делят плячката. След генетични изследвания се оказало, че вероятно имат връзка с изчезналите гепардоподобни котки, които обитавали Северна Америка допреди 10 000 години.